# White Night Melody
White Night Melody ist eine Manhua-Serie der taiwanischen Zeichnerin Selena Lin. Sie beinhaltet Fantasy- und Romantik-Elemente und ist in drei Sammelbänden abgeschlossen.

## Handlung
Kelin lebt mit Yuanshu, ihrer großen Liebe, und ihrem gemeinsamen Sohn Haoji zusammen. Per Zufall bemerkt sie, dass eines ihrer Amulette zwei von Haojins Puppen zum Leben erwecken kann. Keling und Jingping, die Namen der Puppen, sehen jetzt wie zwei normale Kinder aus und wollen nun, da sie endlich lebendig sind, auf die High School gehen. Dort erleben sie viele Abenteuer, die sie an frühere Zeiten erinnern lassen.

## Veröffentlichung
In Deutschland erschien der Manua bei Tokyopop in drei Bänden von August bis Dezember 2005.